# Никитина, Екатерина Семёновна
Екатери́на Семёновна Ники́тина (род. 24 июля 1948, с. Алтанцы, Амгинский район, Якутская АССР) — советский и российский математик, преподаватель высшей школы; российский политический и общественный деятель. Первый кандидат физико-математических наук (1978) из женщин Якутии. Профессор кафедры алгебры и геометрии, а также заведующей кафедры алгебры и геометрии Института математики и информатики Северо-Восточного федерального университета им. М. К. Аммосова. Заслуженный работник народного образования Республики Саха (Якутия), Почётный работник высшего профессионального образования Российской Федерации.

## Биография
Родилась 24 июля 1948 г. в селе Алтанцы Амгинского района Якутской АССР. В 1971 г. окончила физико-математический факультет Якутского государственного университета им. М. К. Аммосова. В 1978 г. защитила кандидатскую диссертацию в Казанском государственном университете им. В. И. Ульянова-Ленина по теме: «Фокальные комплексы многомерных плоскостей в проективном пространстве Pn», тем самым стала первым кандидатом физико-математических наук из женщин Якутии. Научным руководителем являлся Л. З. Кругляков. По данное время Екатерина Семеновна является профессором кафедры алгебры и геометрии, а также заведующей кафедры алгебры и геометрии Института математики и информатики Северо-Восточного федерального университета им. М. К. Аммосова. Автор 41 научных и учебно-методических трудов, в том числе 1 монографии.
В 1970 г. была избрана депутатом Якутского городского Совета депутатов трудящихся ХIII созыва. С 1995 г. являлась заместителем председателя Городского Собрания депутатов г. Якутска I созыва. В 1997 г. назначена заместителем председателя правительства республики по социальным вопросам. В 1998 г. — председатель Городского Собрания депутатов г. Якутска I созыва. В 2001 г. — председатель Городского Собрания депутатов г. Якутска II созыва. Являлась заместителем председателя Государственного Собрания (Ил Тумэн) Республики Саха (Якутия), членом Совета по местному самоуправлению при председателе Государственной Думы Федерального Собрания РФ, Почетным Президентом Лиги «Женщины — ученые Якутии», председателем республиканской федерации лыжных гонок.

## Награды и звания
- Заслуженный работник народного образования Республики Саха (Якутия)
- Почетный работник высшего профессионального образования Российской Федерации
- Отличник молодёжной политики Республики Саха (Якутия)
- Отличник профессионального образования Республики Саха (Якутия)[3]
- Нагрудный знак «За заслуги в области развития местного самоуправления» имени Софрона Сыранова (Василия Вениаминовича Сыранова) (15 апреля 2022) — за вклад в развитие местного самоуправления в Республике Саха (Якутия)
- Нагрудный знак «За вклад в развитие парламентаризма в Республике Саха (Якутия)» (18 апреля 2019) — за вклад в развитие законодательства, парламентаризма и межпарламентских связей в Республике Саха (Якутия)

## Ученая степень
- Кандидат физико-математических наук